# Helmuth Brückner
Helmuth Brückner (7 mai 1896 - 12 janvier 1951) est un homme politique du NSDAP. Il fut Gauleiter de Silésie du 15 mars 1925 au 4 décembre 1934.

## Biographie
Brückner est né à Piława Górna en Silésie, actuellement en Pologne. Il a étudié à l'Université de Wrocław. En 1914, durant la première guerre mondiale, il rejoint le 88e régiment d'artillerie. Le 25 mars 1918, il est grièvement blessé sur le front, en France.
Le 9 novembre 1923, il participe au putsch des brasseries. En 1926, il devient conseiller municipale à Breslau. Le 15 mars 1925, il rejoint la NSDAP avec numéro 2023, et est nommé Gauleiter en Silésie. En septembre 1930, il est élu membre du Reichstag pour la circonscription de Breslau. Le 25 mars 1933, il est nommé au Conseil d’État de Prusse,.
Le 4 décembre 1934, il est accusé d’activité homosexuelle. Il est démis de ses fonctions de Gauleiter, de ses fonctions gouvernementales et est exclu de la NSDAP. En vertu de l'article 175, il est condamné et passe sept mois en prison. En 1938, il travaille comme ouvrier industriel dans l’usine Heinkel à Rostock. Il est arrêté par les Soviétiques en juillet 1945. Il est emprisonné dans un camp de prisonniers en Thuringe jusqu’en 1949, puis est transféré en URSS, où il mourut deux ans plus tard dans un camp.